# CLP (azienda)
CLP è  stata un'azienda di trasporto pubblico locale italiana, che gestiva il servizio urbano nella città di Caserta e in gran parte della Provincia di Caserta.

## Storia
Nacque nel 1984 e rientra, tramite convenzione, tra le aziende del Consorzio UnicoCampania.
La società nasce inizialmente come officina meccanica autorizzata IVECO, costruzione ed omologazione autobus, assistenza tecnica e logistica sul territorio, e diventa leader nel settore dell'ecologia (raccolta, spazzamento e trasporto di varie tipologie di rifiuti). Acquisisce quindi concessioni regionali, nazionali ed internazionali ed inizia l'attività di trasporto persone su gomma. Successivamente avendo esigenze logistiche e di assistenza, acquisisce Autolinee Ferrari, in provincia di Modena, che effettua servizio di linea internazionale, soprattutto con il Marocco.
Nel 2012, dopo il fallimento della "Azienda Casertana Mobilità e Servizi" (ACMS), venne avviata una trattativa che portò ad acquisire il servizio di trasporto pubblico locale in provincia di Caserta. Nel 2015 l'azienda ha attivato un servizio interattivo con l'utenza attraverso diversi social (Facebook e Twitter) per misurare in tempo reale la soddisfazione del cliente.
Il 31 agosto 2021 è stata assorbita dall'AIR in collaborazione con EAV.

## Costo dei biglietti
Dal 4 giugno 2012, nell'area casertana, è possibile acquistare il biglietto UnicoCampania direttamente a bordo del mezzo pubblico. Dal 1º gennaio 2013 possono essere utilizzati sulle linee CLP solo titoli di viaggio emessi dalla azienda stessa, a causa del termine dell'accordo con Consorzio UnicoCampania avvenuto il 31 dicembre 2012, accordo che viene ripristinato solo il 1º aprile 2013.
Dal 1º settembre 2013 non era più possibile acquistare i biglietti a bordo mentre il 31 dicembre dello stesso anno ancora una volta non viene rinnovato l'accordo con il Consorzio UnicoCampania rendendo quindi impossibile l'utilizzo dei titoli UnicoCampania sui mezzi CLP dal 1º gennaio 2014. A gennaio 2015, viceversa, l'azienda è rientrata definitivamente tramite convenzione nel Consorzio UnicoCampania, ponendo fine ad un'annosa querelle, integrando nuovamente le proprie linee con quelle degli altri vettori della Campania e offrendo, come le altre aziende, i propri titoli di viaggio affiancati ai TIC. A fine 2015 la Clp appare come una delle più efficienti aziende di trasporto pubblico in Italia, con un parco rotabile composto di circa 130 autobus, con un'età media di tre/quattro anni.

## La flotta dei mezzi
È costituito da autobus di linea, alcuni dei quali a metano e di granturismo. Nel comune di Caserta utilizza anche autobus elettrici appartenenti al comune. I modelli in uso nel 2021 sono:
- Iveco Irisbus Evadys
- Noge Touring
- Mercedes O350 Tourismo
- Man Lion's Coach C
- Iveco Irisbus Arway
- Iveco Irisbus 397E.12.35 Domino 2001 HD
- Iveco Irisbus Magelys Pro
- Mercedes O530 Citaro

### Collegamento Aeroporto di Napoli-Reggia
Il 3 luglio 2016, in accordo con la Direzione della Reggia di Caserta è partito il progetto della "Linea Borbonica", un collegamento ogni ora da e per Capodichino a soli € 3,10. Il fine dell'iniziativa è la promozione dell'imponente opera come volano dell'economia della città vanvitelliana.